# Colnbrook with Poyle
Colnbrook with Poyle est une paroisse civile du Berkshire, en Angleterre.